# جرجناز
جرجناز مدينة سورية تتبع ناحية مركز معرة النعمان في منطقة معرة النعمان في محافظة إدلب. بلغ عدد سكانها 10952 نسمة في عام 2004 حسب إحصاء المكتب المركزي للإحصاء.
تقع إلى الشرق من مدينة معرة النعمان بنحو 10 كم. يعمل معظم سكانها في أعمال البناء والتجارة والزراعة وتربية المواشي وتعد من المناطق الغنية بأشجار الزيتون والتين والعنب والفستق الحلبي، وبدأت حاليا تنتشر زراعة الأشجار المثمرة مثل الدراق، كما تشتهر بتربية النحل *وتعد الأولى* في سوريا في هذا المجال وإنتاج القطر. وصناعة الأعلاف لتغذية الحيوانات (أبقار - أغنام) وأهمها معمل السجاد وغربلة المحاصيل الزراعية .

## تاريخ جرجناز
بنيت جرجناز في عهد قريب
يعود تاريخ جرجناز إلى عدة آلاف من السنين وتشتهر بالعديد من المواقع ألاثرية منها تل تلون الأثري والقصر المجاور له، وتل معران، وهو دير مُران المشهور في التاريخ، ويقع إلى الجنوب من جرجناز، وقد تم اكتشافه حديثا، وما زال البحث مستمرا، ويوجد عدد من المقابر الحثية، واليونانية والرومانية البيزنطية، وأن مارمارون كان يعيش في هذا الدير ومنه رحل إلى لبنان وكان يوجد فيها قصر قديم يعرف بقبو الصدفة، والمصطاطية، وهي بناء أثري فيه قبران مجهولان، وسقفها من الحجارة المرتكزة على قنطرة قديمة جدا، وقصر البنات إلى الجنوب من موقع كفر العليل الذي يحتوي بقايا أسوار قديمة لقلاع، وكنائس ومعابد قديمة اندثرت إبان الحروب الصليبية في سورية، وماتلاها من حملات التخريب لاستعمال الحجارة القديمة في بناء الأبنية الحديثة.
تاريخ جرجناز الموغل في القدم ويعود إلى آلاف السنين، وقد ذكر أبو العلاء المعري جرجناز في كتاب رسالة الصاهل والشاحج، وقد ألفها سنة 411 للهجرة 1020  م، ومما يذكر أن البلدة لم تخلو من السكان على مرّ التاريخ وتمتاز بأصالتها العربية ولهجة سكان جرجناز بسلامة مخارج الحروف جميعها مثل القاف والضاد والظاء وغيرها، وهي قريبة جدا من اللغة العربية الفصحى.

## أعلام
- أنس الدغيم، شاعر سوري ولد في 8 يوليو 1979.
- محمود السيد الدغيم 1 يوليو 1949 شاعر وباحث أكاديمي سوري في مركز الدراسات الإسلامية في كلية الدراسات الشرقية والإفريقية بجامعة لندن

## وصلات خارجية
- موقع 2: جرجناز